# ランドウォーカー
ランドウォーカー株式会社はかつて大阪府吹田市の自転車を製造、販売した企業である。

## 概要
- 2006年（平成18年）12月25日、熊本市流通団地にあった本社を新大阪駅東口の大阪営業所兼ショールームに移転。
ランドウォーカー開発者の稼農公也が代表取締役社長に就任。
- 2007年（平成19年）12月、株式会社カワムラサイクルとの資本提携を決定し、傘下の子会社となった。
- 2008年1月26日に本社を大阪営業所から吹田市のカワムラサイクル大阪サービスセンター内に移し、稼農は取締役会長となった。
商品群はカワムラサイクル、ランドウォーカーブランド双方で販売展開していくという。
- 2016年3月28日に親会社のカワムラサイクルに吸収合併され解散となった[1]。

## 製品
ラビット
ラビットは前二輪の三輪自転車である。前輪には工業用ロボットに用いられる直動軸受けを用いた独自開発の独立懸架式ユニットを装備する。一般的な二輪車の弱点である、低速走行や子供を乗せて乗降する際の安定性を改善し、停止状態でも自立できる。前輪のクッション性や路面追従性は高く、段差を鋭角に乗り越える場合にも横滑りが発生しにくい。子供用座席が付いたタイプは、ハンドル軸をロックして安定した状態で乗せ降しできるようになっている。